# Mosstrooper
Mosstroopers waren Räuber, die während und nach der Zeit des Commonwealth in Schottland ihr Unwesen trieben.

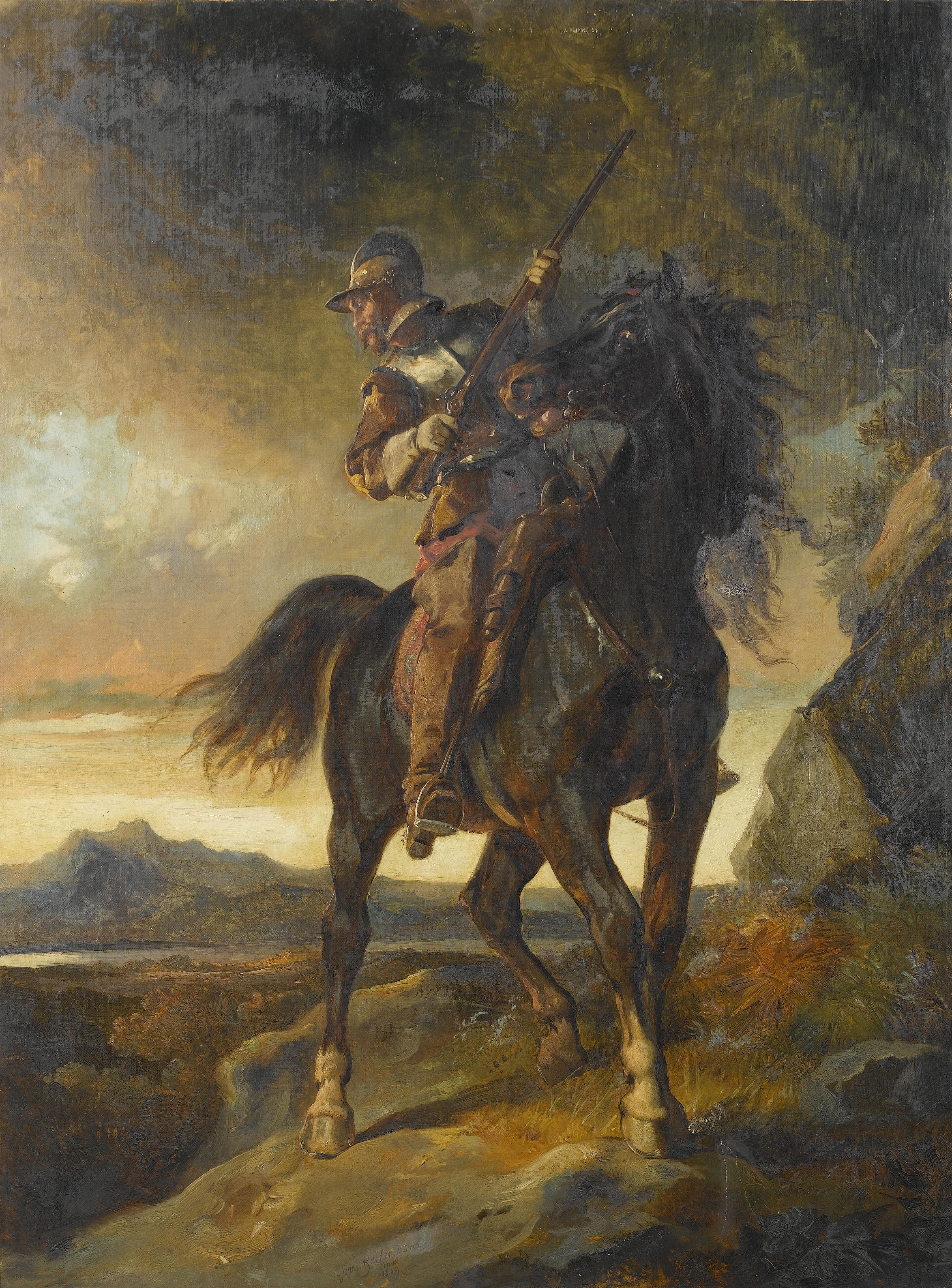
The Moss-trooper; von Thomas Jones Barker

## Geschichte
Die Mosstroopers waren entlassene oder desertierte Soldaten aus einer der schottischen Armeen des Krieges der drei Königreiche. Die Mosstroopers waren Männer, die ihre Waffen nach dem Kriege weiter behielten und dem Leben eines Räubers nachgingen. Sie griffen sowohl Zivilisten als auch republikanische Soldaten an, um sich selbst während des Royalistenaufstandes von 1651 bis 1654 zu versorgen. In dieser Zeit war Schottland von republikanischen Soldaten unter der Führung von George Monck besetzt.
Die Mosstroopers operierten gewöhnlich in kleinen Banden entweder an den Ausläufern der Highlands oder in angrenzenden Regionen. Viele der Highland Lairds beschuldigten die Mosstroopers, ihr Vieh zu stehlen und immer wieder militärische Repressionen in die Highlands zu tragen.
Einige der Mosstroopers hatten eine politische wie auch eine eigennützige Gesinnung – in dem Bewusstsein, dass sie sich der Besetzung von Schottland durch Truppen von Cromwell widersetzten wie auch ihrer Unterdrückung in Irland. Ihre Kämpfer in Irland waren als „Wood Kerne“ oder „an tóraí“ bekannt.

## Wortherkunft
Mosstrooper setzt sich aus den beiden Wörtern moss und trouper zusammen. Ersteres ist eine Anspielung auf den mossy, den moosigen Charakter jenes Landstrichs, in denen sie sich aufhielten. Trooper steht für Soldat und Schütze. Allgemein wird Moostrooper als Begriff für einen Schottischen Wegelagerer benutzt.

## Gedicht
The Moss Trooper's Lament
(Text von Sir Walter Scott, ggf. auf Basis eines aelteren Volkslieds)

Oh! a' ye gallant Borders!

Ilk water, moss and fell,

To a' your weel kent nooks and crooks,

Forever, Oh! Farewell!

For we'll go no more a roving,

A roving in the night,

We'll go no more a roving,

Though the moon shine e'er so bright.

O we'll go no more a roving!

Oh when the Har'est moon shone

What blithe times did we see!

On wanton naigs, wi splent on spauld,

We rade sae merrilie!

But we'll go no more a roving,

A roving in the night,

We'll go no more a roving,

Though the moon shine e'er so bright.

O we'll go no more a roving!

Our King's gane o'er the Border

In London for to dwell;

And friends we maun wi' England be,

Sin' he reigns there himsel:

And go no more a roving,

A roving in the night,

We'll go no more a roving,

Though the moon shine e'er so bright.

O we'll go no more a roving!

O how shall I, tether'd,

On Yarrow banks abide!

That far as Trent and Humber

Hae scour'd the Southrons wide.

Oh! to go no more a roving,

A roving in the night,

We'll go no more a roving,

Though the moon shine e'er so bright.

O we'll go no more a roving!

And how shall I follow

A droning plough's tail,

And how now break my bonnie Brown

To harl't like a snail!

And go no more a roving,

A roving in the night,

We'll go no more a roving,

Though the moon shine e'er so bright.

O we'll go no more a roving!

But when the blithsome Borders

Hae lost their riders gay,

The Scots will miss their hardy men,

And cry, Alack the day!

That they go no more a roving,

A roving in the night,

They go no more a roving,

Though the moon shine e'er so bright.

O they'll go no more a roving!